# Botryosphaeria stevensii
Botryosphaeria stevensii är en svampart som beskrevs av Shoemaker 1964. Botryosphaeria stevensii ingår i släktet Botryosphaeria och familjen Botryosphaeriaceae.  Artens status i Sverige är: Ej påträffad. Inga underarter finns listade i Catalogue of Life.

## Källor

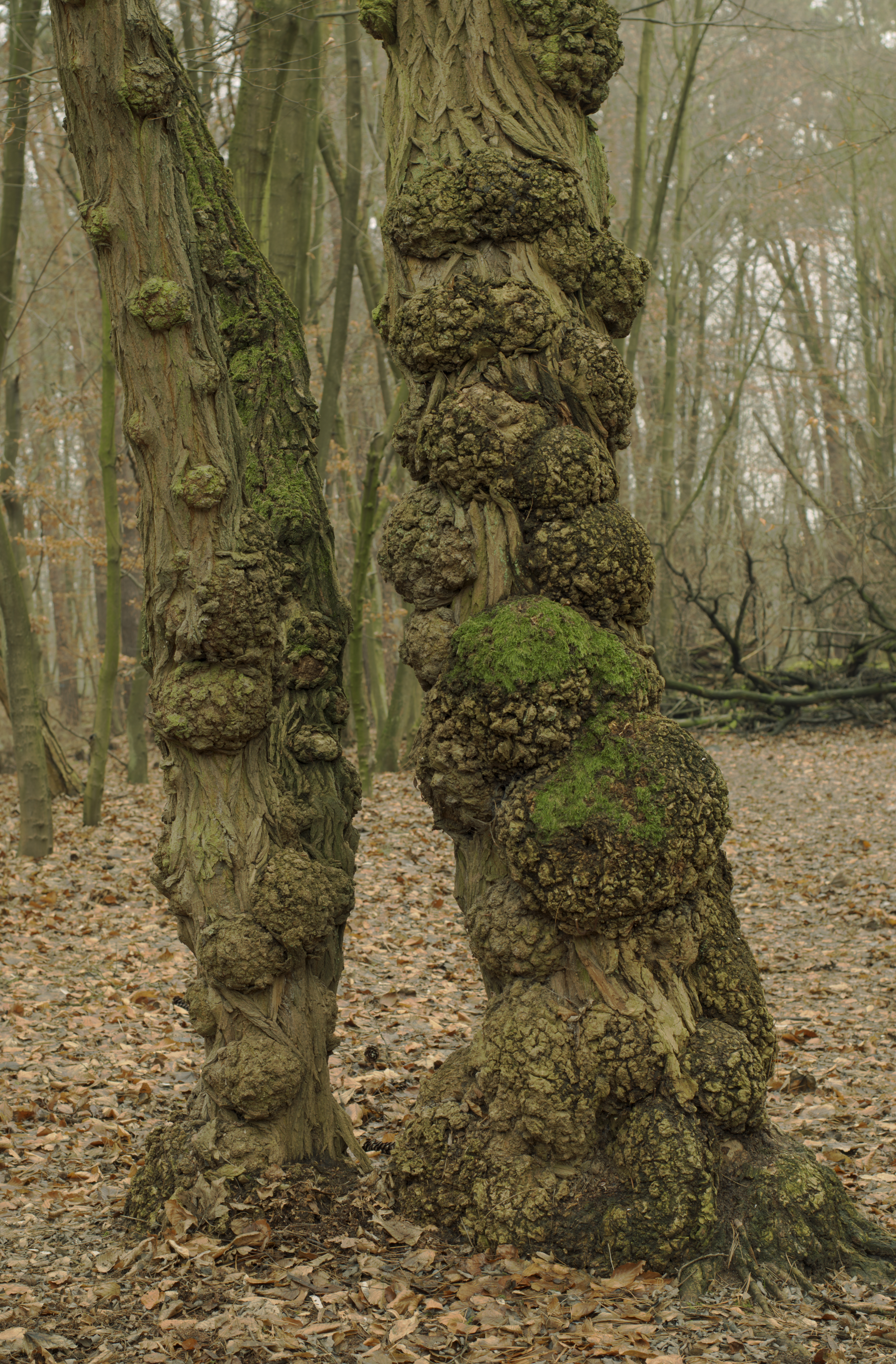